# SK가스
SK가스(영어: SK Gas)는 1985년에 설립된 SK그룹의 에너지기업이다. 경기도 성남시 분당구 판교로 310에 본사가 있다.

## 역사
- 1985년 - 유공가스 설립
- 1988년 - 울산 LPG기지 준공
- 1989년 - 기기사업 개시
- 1993년 - 중부영업소,경남영업소 개소
- 1993년 - 사우디아라비아에 첫 해외지사를 설립
- 1997년 - 기업공개
- 1999년 - 국일에너지를 합병
- 1999년 - 평택 LPG기지 준공
- 2007년 - 싱가포르 법인설립
- 2018년 - 지허브를 합병